# Baur’sche Stiftung

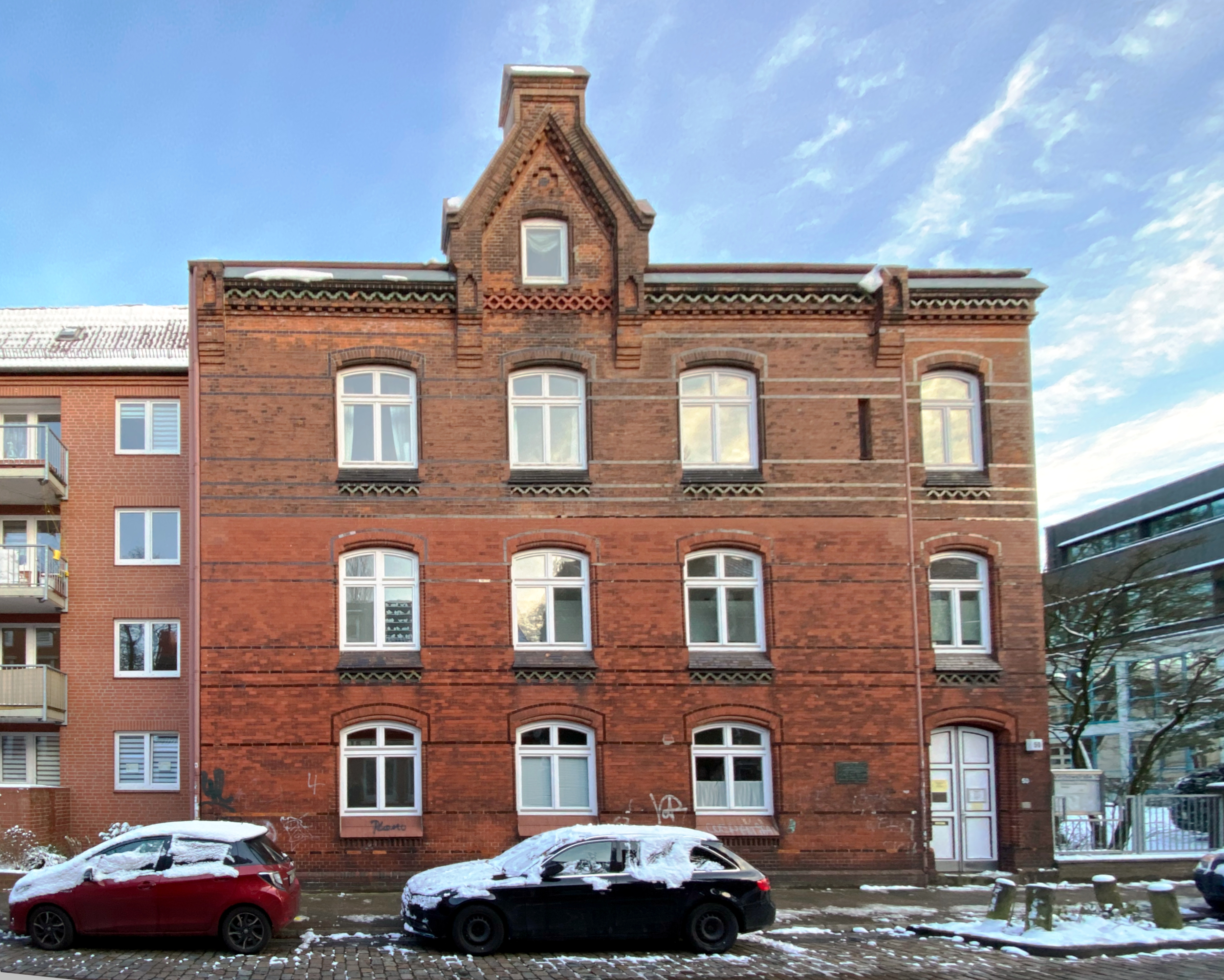
Virchowstraße 50, Baursche Stiftung

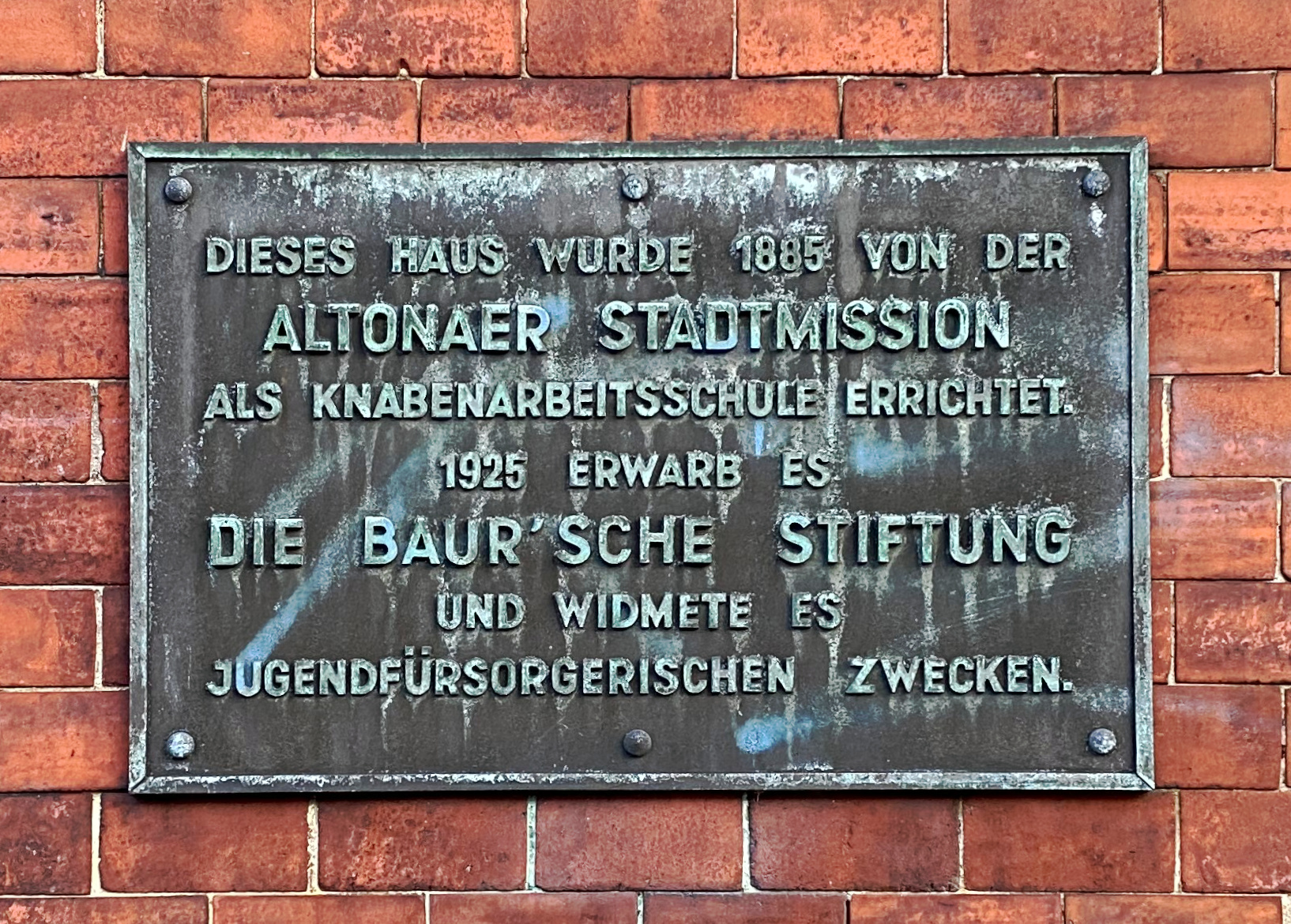

Die 1816 gegründete Baur’sche Stiftung ist eine der 50 ältesten Stiftungen Hamburgs. Johann Baur und seine Ehefrau Henriette Christina Baur geb. Soltau gründeten sie zugunsten benachteiligter Kinder und Jugendlicher in Altona. War die Stiftung ursprünglich mit eigenen sozialen Einrichtungen und eigenem Personal tätig, verfolgt sie ihre Stiftungsziele heute als fördernde Stiftung.

## Warteschulen und Einrichtung für Jugendliche
Zur Zeit der beginnenden Industrialisierung gründeten sie zwei Warteschulen zur Betreuung von zwei- bis sechsjährigen Kindern, deren Eltern tagsüber arbeiten mussten oder erkrankt waren, im Osten und Süden von Altona.
Die erste Warteschule entstand in St. Pauli, in der Kleinen Freiheit. 1867 wurde an der heutigen Thedestraße 39 das heute noch bestehende Stiftungsgebäude errichtet, in dem 200 Kinder betreut werden. Wegen der großen Nachfrage befanden sich weitere Standorte unter anderem in der Ottenser Rothestraße sowie am Stintfang.
1870 eröffnete die Baur’sche Stiftung ein sogenanntes Rettungshaus in der Catharinenstraße, das sich an den von Hinrich Wichern konzipierten Erziehungsheimen orientierte. Zuletzt gab es eine Einrichtung in Bahrenfeld am heutigen Osdorfer Weg.

## Erholungsgärten
Wegen der schlechten Wohnbedingungen für Familien und der häufig auftretenden Erkrankungen erhielten die Einrichtungen „Erholungsgärten“. Die Kinder konnten hier auch in der frischen Luft betreut werden. Dieses Konzept wird heute noch auf dem Doppel-Grundstück Thedestraße 39 und Virchowstraße 50 mit der offenen „Pausenhalle“ im Freien beibehalten.

## Die Stiftung im 20. Jahrhundert
In den Weltkriegen und der folgenden Inflation verlor die Stiftung die meisten ihrer Einrichtungen. Das Stiftungsvermögen wurde durch den Währungsverlust so geschmälert, dass fast alle Grundstücke und Gebäude veräußert werden mussten. Die Gebäude der Thedestraße/Virchowstraße wurden nach 1945 übergangsweise zur Unterbringung obdachloser Menschen genutzt. Seit 1956 ist die Erziehungsberatungsstelle in der Virchowstraße 50, seit 1960 werden in der Thedestraße 39 Berufsförderkurse für Jugendliche angeboten. Nachdem die Stiftung seit den 1950er Jahren in den Räumen der Gertrud-Stiftung in der Bürgerweide 43b untergebracht war, konnte sie ab November 2019 wieder hier ihren alten Sitz nehmen.

## Aktuelle Projekte
2022 förderte die Stiftung eine Kletterwand der Fridtjof-Nansen-Schule.